# CONCACAF Beach Soccer Championship 2017
L’CONCACAF Beach Soccer Championship 2017 è la 7ª edizione di questo torneo.

## Squadre partecipanti
Di seguito le 16 squadre partecipanti.
- Canada
- Messico
- Stati Uniti
- Belize
- Costa Rica
- El Salvador
- Panama
- Antigua e Barbuda

- Bahamas
- Barbados
- Guadalupa
- Guyana
- Giamaica
- Trinidad e Tobago
- Turks e Caicos
- Isole Vergini Americane

## Fase a gironi
Di seguito la fase a gironi.

### Girone A
| Team     | G | V | V+ | Vr | P | GF | GS | +/- | P |
| -------- | - | - | -- | -- | - | -- | -- | --- | - |
| Bahamas  | 3 | 3 | 0  | 0  | 0 | 10 | 3  | +7  | 9 |
| Giamaica | 3 | 1 | 0  | 0  | 2 | 13 | 11 | +2  | 3 |
| Guyana   | 3 | 1 | 0  | 0  | 2 | 8  | 11 | -3  | 3 |
| Belize   | 3 | 0 | 0  | 1  | 2 | 6  | 12 | -6  | 1 |

| Squadra 1 | Risultato     | Squadra 2 |
| --------- | ------------- | --------- |
| Belize    | 5-5 (2-0 dcr) | Giamaica  |
| Bahamas   | 4-1           | Guyana    |
| Giamaica  | 6-3           | Guyana    |
| Bahamas   | 3-0           | Belize    |
| Guyana    | 4-1           | Belize    |
| Bahamas   | 3-2           | Giamaica  |

### Girone B
| Team      | G | V | V+ | Vr | P | GF | GS | +/- | P |
| --------- | - | - | -- | -- | - | -- | -- | --- | - |
| Messico   | 3 | 3 | 0  | 0  | 0 | 27 | 5  | +22 | 9 |
| Guadalupa | 3 | 2 | 0  | 0  | 1 | 11 | 16 | -5  | 6 |
| Canada    | 3 | 1 | 0  | 0  | 2 | 12 | 16 | -4  | 3 |
| Barbados  | 3 | 0 | 0  | 0  | 3 | 8  | 21 | -13 | 0 |

| Squadra 1 | Risultato | Squadra 2 |
| --------- | --------- | --------- |
| Canada    | 6-4       | Barbados  |
| Messico   | 9-2       | Guadalupa |
| Guadalupa | 5-4       | Barbados  |
| Messico   | 8-3       | Canada    |
| Guadalupa | 4-3       | Canada    |
| Messico   | 10-0      | Barbados  |

### Girone C
| Team                    | G | V | V+ | Vr | P | GF | GS | +/- | P |
| ----------------------- | - | - | -- | -- | - | -- | -- | --- | - |
| Stati Uniti             | 3 | 3 | 0  | 0  | 0 | 20 | 4  | +16 | 9 |
| Trinidad e Tobago       | 3 | 2 | 0  | 0  | 1 | 14 | 7  | +7  | 6 |
| Antigua e Barbuda       | 3 | 1 | 0  | 0  | 2 | 9  | 18 | -9  | 3 |
| Isole Vergini Americane | 3 | 0 | 0  | 0  | 3 | 5  | 19 | -14 | 0 |

| Squadra 1         | Risultato | Squadra 2               |
| ----------------- | --------- | ----------------------- |
| Stati Uniti       | 8-1       | Isole Vergini Americane |
| Trinidad e Tobago | 8-1       | Antigua e Barbuda       |
| Trinidad e Tobago | 5-1       | Isole Vergini Americane |
| Stati Uniti       | 7-2       | Antigua e Barbuda       |
| Antigua e Barbuda | 6-3       | Isole Vergini Americane |
| Stati Uniti       | 5-1       | Trinidad e Tobago       |

### Girone D
| Team           | G | V | V+ | Vr | P | GF | GS | +/- | P |
| -------------- | - | - | -- | -- | - | -- | -- | --- | - |
| El Salvador    | 3 | 2 | 0  | 1  | 0 | 21 | 8  | +13 | 7 |
| Panama         | 3 | 1 | 0  | 1  | 1 | 13 | 9  | +4  | 4 |
| Costa Rica     | 3 | 1 | 0  | 0  | 2 | 11 | 11 | 0   | 3 |
| Turks e Caicos | 3 | 0 | 0  | 0  | 3 | 8  | 25 | -17 | 0 |

| Squadra 1   | Risultato     | Squadra 2      |
| ----------- | ------------- | -------------- |
| Panama      | 1-1 (2-1 dcr) | Costa Rica     |
| El Salvador | 9-2           | Turks e Caicos |
| El Salvador | 4-4 (2-1 dcr) | Panama         |
| Costa Rica  | 8-2           | Turks e Caicos |
| El Salvador | 8-2           | Costa Rica     |
| Panama      | 8-4           | Turks e Caicos |

## Piazzamenti 9º-16º posto

### 13º-16º posto

#### Primo turno
| Squadra 1 | Risultato | Squadra 2               |
| --------- | --------- | ----------------------- |
| Belize    | 6-4 dts   | Isole Vergini Americane |
| Barbados  | 5-2       | Turks e Caicos          |

#### Secondo turno
| Squadra 1      | Risultato | Squadra 2               |
| -------------- | --------- | ----------------------- |
| Belize         | 6-2       | Barbados                |
| Turks e Caicos | 4-1       | Isole Vergini Americane |

#### Finale 15º-16º posto
| Squadra 1 | Risultato | Squadra 2               |
| --------- | --------- | ----------------------- |
| Barbados  | 3-1       | Isole Vergini Americane |

#### Finale 13º-14º posto
| Squadra 1 | Risultato | Squadra 2      |
| --------- | --------- | -------------- |
| Belize    | 9-4       | Turks e Caicos |

### 9º-12º posto

#### Primo turno
| Squadra 1  | Risultato     | Squadra 2         |
| ---------- | ------------- | ----------------- |
| Costa Rica | 2-2 (3-2 dcr) | Canada            |
| Guyana     | 6-4           | Antigua e Barbuda |

#### Secondo turno
| Squadra 1  | Risultato | Squadra 2         |
| ---------- | --------- | ----------------- |
| Costa Rica | 5-2       | Guyana            |
| Canada     | 6-2       | Antigua e Barbuda |

#### Finale 11º-12º posto
| Squadra 1         | Risultato | Squadra 2 |
| ----------------- | --------- | --------- |
| Antigua e Barbuda | 8-6       | Guyana    |

#### Finale 9º-10º posto
| Squadra 1  | Risultato | Squadra 2 |
| ---------- | --------- | --------- |
| Costa Rica | 6-5 dts   | Canada    |

## Finali

### Quarti di finale
| Squadra 1   | Risultato | Squadra 2         |
| ----------- | --------- | ----------------- |
| Panama      | 6-4       | Stati Uniti       |
| El Salvador | 5-0       | Giamaica          |
| Guadalupa   | 5-3       | Bahamas           |
| Messico     | 5-1       | Trinidad e Tobago |

### Semifinali 5º-8º posto
| Squadra 1   | Risultato | Squadra 2         |
| ----------- | --------- | ----------------- |
| Stati Uniti | 6-2       | Giamaica          |
| Bahamas     | 5-2       | Trinidad e Tobago |

### Semifinali 3º-4º posto
| Squadra 1 | Risultato     | Squadra 2   |
| --------- | ------------- | ----------- |
| Panama    | 2-2 (2-1 dcr) | El Salvador |
| Messico   | 3-0           | Guadalupa   |

### Finale 7º-8º posto
| Squadra 1         | Risultato | Squadra 2 |
| ----------------- | --------- | --------- |
| Trinidad e Tobago | 9-3       | Giamaica  |

### Finale 5º-6º posto
| Squadra 1   | Risultato | Squadra 2 |
| ----------- | --------- | --------- |
| Stati Uniti | 4-2       | Bahamas   |

### Finale 3º-4º posto
| Squadra 1   | Risultato | Squadra 2 |
| ----------- | --------- | --------- |
| El Salvador | 7-2       | Guadalupa |

### Finale
| Squadra 1 | Risultato | Squadra 2 |
| --------- | --------- | --------- |
| Panama    | 4-2       | Messico   |

## Classifica Finale
Queste le posizioni nel dettaglio.
| Pos | Team                    |
| --- | ----------------------- |
| 1   | Panama                  |
| 2   | Messico                 |
| 3   | El Salvador             |
| 4   | Guadalupa               |
| 5   | Stati Uniti             |
| 6   | Bahamas                 |
| 7   | Trinidad e Tobago       |
| 8   | Giamaica                |
| 9   | Costa Rica              |
| 10  | Canada                  |
| 11  | Antigua e Barbuda       |
| 12  | Guyana                  |
| 13  | Belize                  |
| 14  | Turks e Caicos          |
| 15  | Barbados                |
| 16  | Isole Vergini Americane |